# 帖赤
帖赤，蒙古帝国将领，答答里带（塔塔儿部）人。
1235年，窝阔台派他和都元帅塔海绀卜率兵攻打南宋四川，次年，率领蒙古也可明安、和少馬賴及砲手諸軍，攻下兴元府、利州、劍州、成都府等地，迫降宋朝將领小王太尉之衆，都隶属于他的麾下。元世祖中統二年（1261年），賜虎符，任命为西川便宜都元帥。進升为行樞密院，率諸軍攻打西川未克的州县。至元元年（1264年），官至益都等路统军使，死在军中。其子帖木脱斡、帖木儿不花。